# Бои при Рефухио
Бои при Рефухио произошли c 12 по 15 марта 1836 близ города Рефухио (Техас). Мексиканский генерал Хосе Урреа и 1500 солдат, верных централистскому правительству, сразились с отрядом Амона Батлера Кинга, числом в 28 американских волонтёров и отрядом подполковника Уильяма Варда (приблизительно 120 американцев). Бои, являющиеся частью Голиадской кампании Техасской революции, закончились победой мексиканцев и раскололи техасское сопротивление.

## Прелюдия
Полковник Джеймс Фэннин и его люди подправили укрепления в старом Пресидио Ла Байя и переименовали его в «Форт-Дефианс». Новости о судьбе техасцев под командой Фрэнка Джонсона в битве при Сан-Патрисио и Джеймса Гранта в битве при Агуа Дульсе (оба капитулировали в ранних стычках) породили скорее смятение чем волнение среди добровольцев, собирающихся в Голиаде. В начале месяца сторонники централистов в регионе собрались и совершили набег на Викторию. Фэннин узнал, что часть колонистов, поддержавших бунт оказались во опасности из-за наступления Урреа, это было гораздо хуже.

## Стычки
10 марта Фэннин послал Амона Кинга с небольшим отрядом в фургонах, чтобы собрать семьи и сопроводить их в Голиад. 11 марта повстанцы провели, собирая семьи и готовя повозки к обратному пути. Однако 12 марта Кинг принял решение выступить против сил централистов под командой Карлоса де ла Гарса и владельцев ранчо, шедших с ним. Силы противника оказались многочисленнее, чем предполагалось. Кинг запросил помощи у Фэннина.
12 марта Кинг и Мустанги Кентукки нашли убежище в старой миссии Нуэстра Сеньора дель Рефухио близ Рефухио. Получив весть Фэннин отправил на помощь Кингу Уильяма Варда которой командовал группой Пейтона С. Уатта и батальон из Джорджии. Хотя подмога успешно прорвала осаду 13 марта, приход Варда под Рефухио породил конфликт между двумя офицерами из-за командования. Конфликт привёл к тому, что повстанцы разбились на несколько маленьких групп. Кинг атаковал ближайшее ранчо, которое, как он полагал, находилось под контролем, и убил восьмерых.
С прибытием всё больших войск Урреа стычки Варда и мексиканцев продолжались. Отряды удерживали позиции с 14-го марта отбив 4 штурма и нанеся мексиканским силам тяжёлые потери (80-100). Техасцы понесли лёгкие потери (около 15), но начали испытывать недостаток боеприпасов и принадлежностей. Вечером вернулся Кинг из своего набега, но не смог попасть в миссию из-за соображений безопасности. Они заняли позицию в роще через дорогу, вдоль реки. Вард отправил курьера Джеймса Хамфриса за указаниями к Фэннину. Обратно приехал Эдвард Пери с приказом Фэннина отступать к Виктории, где техасские силы позднее должны были перегруппироваться.
Ночью группы попытались бежать. Раненые и несколько человек с ними остались в безопасности. Отступление сначала казалось успешным но после техасцы попали в окружение ожидающих их мексиканцев. Каждая группа впоследствии была разбита, выжившие попали в плен к Урреа. После 12-часовой битвы с врагами они нанесли тяжёлые потери и потеряли только одного человека и четверых ранеными. 32 техасца и Кинг сдались в плен 15-го числа, после того как промочили оставшийся порох при переправе через реку. Их под конвоем отправили в миссию Рефухио.
16 марта пятнадцать повстанцев были казнены: Кинг и остатки его роты и несколько человек Варда. Германский и мексиканский офицер Хуан Хосе Хольцингер посчитал нужным сохранить жизни Льюису Т. Эйерсу, Фрэнсису Дитриху, Бенджамину Одлуму и 8 людям из местных семей. Оставшиеся 15 человек получили пощаду, чтобы служить в мексиканской армии в качестве мастеровых (кузнецов, колесников, механиков).
Варду и большей части его людей посчастливилось бежать по направлению к Копано, они повернули у ручья Мелон и направились к Виктории, где как полагал Вард должен был находиться Фэннин. Двинувшись в Викторию они услышали стрельбу у ручья Колето. Виктория уже была наводнена солдатами Урреа. Группа рассеялась после короткой стычки с кавалерией Урреа. Придерживаясь главных дорог, они двинулись к Лавака-бей, куда в конце концов и добрались десять повстанцев. Оставшиеся были 22 марта захвачены Урреа в двух милях от Dimmit’s Landing. Узнав о сдаче Фэннина группа Варда направилась обратно в Викторию, где Хольцингер снова дал пощаду 26 повстанцам, мобилизовав их в качестве рабочих для Урреа. Командовать Викторией Урреа оставил полковника Телесфоро Алавеса. Сеньора Франсита Алавес также вмешалась, чтобы быть уверенной что пленным рабочим сохранят жизни. 25 марта оставшиеся пленные были отправлены в Голиад.
17 марта Фэннин узнал о судьбе Варда и Кинга и 19-го окончательно оставил Викторию, что было уже слишком поздно, так как правое крыло мексиканской армии приблизилось к Форт-Дефиансу, чтобы его захватить. Fannin and his command would never make it to Victoria.

## Обзор и исход
Большинство техасцев было убито в сериях стычек или захвачено в плен и позднее казнено, некоторые в ходе Голиадской резни, которая произошла после откола отрядов Кинга и Варда. Фэннин получил приказ от генерала Сэма Хьюстона (в то время как Кинг и Вард были далеко от него) оставить Голиад и отступить в Викторию как можно скорее. Нежелание Фэннина отступить, прежде чем вернутся остальные подразделения, привело к поражению техасцев при Колето.